# Werner Baecker (Architekt)
Werner Baecker (* 22. März 1928 in Oberhausen; † 18. Januar 2019 in Köln) war ein deutscher Architekt und Stadtplaner. In den Jahren 1968 bis 1980 war er Beigeordneter für das Hochbauwesen in Köln. In dieser Rolle war er für die Entwicklung des ersten gesamtstädtischen Kölner Hochbaukonzepts verantwortlich.

## Leben
Werner Baecker wurde in Oberhausen geboren und legte nach dem Ende des Zweiten Weltkrieges 1947 sein Abitur in Mülheim an der Ruhr ab. Sein anschließendes Studium der Architektur an der TH Karlsruhe schloss er 1953 als Diplom-Ingenieur ab. Von 1953 bis 1956 war er als wissenschaftlicher Assistent am Lehrstuhl für Städtischen Hochbau und Siedlungswesen bei Otto Ernst Schweizer tätig. In dieser Zeit war er an den Planungen für die indische Stahlstadt Rourkela als Architekt beteiligt, wobei er sich stark an der theoretischen Idealstadt seines Lehrers Otto Ernst Schweizer von 1931 orientierte.
In den Jahren 1957 bis 1961 leitete er als Baurat das Stadtplanungsamt Rheinhausen, von 1961 bis 1966 als Oberbaurat das in Offenbach am Main. In Köln leitete er danach als Oberbaudirektor zwei Jahre das Bauaufsichts- und Stadtplanungsamt, bevor er dort 1968 unter Oberstadtdirektor Heinz Mohnen zum Beigeordneten für das Hochbauwesen ernannt wurde. Er hatte das Amt bis 1980 inne und war danach als freier Architekt tätig.
In den Jahren 1983 bis 1984 hatte er einen Lehrauftrag an der Universität Karlsruhe inne.
Er war verheiratet und hatte drei Kinder. Baecker starb im Januar 2019 im Alter von 90 Jahren in Köln. 

## Wirken in Köln
Baecker schlug zu Beginn seiner Amtszeit als Baudezernent 1969 eine (nicht umgesetzte) Neugestaltung der Domumgebung vor, die eine Verlängerung der Domplatte mit Überbauung der Gleise bis nach Deutz vorsah. Historische Formen sollten „überwunden“ werden.
Im Rahmen des Kölner Innenstadt-Konzepts 1973 mit dem so genannten „Schüssel-Prinzip“ entwickelte Baecker das erste gesamtstädtische Hochhauskonzept. Demnach sollten die Innenstadt mit ihren historischen Bauten sowie das linksrheinische Rheinpanorama von weiteren Hochhäusern möglichst freigehalten werden. Stattdessen sollte eine begrenzte Anzahl an Hochhäusern – „hochverdichteten Intensiv-Räumen“ – die Funktion von „Landmarken“ an den Ausfallstraßen bzw. Schnittstellen des Nahverkehrs übernehmen.
In Baeckers Amtszeit fallen in diesem Bereich Planung und Bau des Colonia-Hochhauses, ein Wohnpark in Bayenthal im Süden Kölns, das Uni-Center, das Herkules-Hochhaus, das Hochhaus des Deutschlandfunks mit dem Funkhaus der Deutschen Welle am Raderberggürtel, das Justizzentrum, das inzwischen zum Lanxess Tower umgebaute Lufthansa-Gebäude in Deutz, die Hauptverwaltung der DKV an der Aachener Straße, der Ringturm und einige weitere Wohnhochhäuser.
Baeckers Konzept war eine bewusste Alternative zu der damals sich abzeichnenden „Frankfurter Lösung“ mit ihrer Konzentration von Hochhäusern im Stadtzentrum. Es war ihm „ein soziales Anliegen, an wertvollen Landschaftsteilen viele Menschen wohnen zu lassen“. In der Rückschau kommt u. a. ein Gutachten der RWTH Aachen zu dem Urteil, dass vor dem Wirken Baeckers für Hochhausbauten in der Innenstadt zwar überhaupt kein städtebauliches Konzept vorgelegen habe, der „gewünschte Planungseffekt der Ablesbarkeit der Stadtstruktur“ sich jedoch nicht eingestellt habe und „die errichteten Hochhäuser keinen Zusammenhang im Stadtbild erkennen [ließen], ihre Anordnung eher willkürlich anstatt einem Konzept folgend“ erscheine. Das Konzept wurde Anfang der 1980er Jahre aufgegeben. Nachhaltiger erscheint aus späterer Sicht die von Baecker angestrebte Stärkung der öffentlichen Verkehrsmittel und Reduzierung von Autos in den Innenstädten.

## Mitgliedschaften
- Deutsche Akademie für Städtebau und Landesplanung
- Bund Deutscher Architekten

## Aufsätze
- Neues Wohnen in Köln. In: Verkehrsamt der Stadt Köln (Hrsg.): Köln. Vierteljahresschrift für die Freunde der Stadt. 4/1973, S. 2–7.
- Stadt Köln (Hrsg.): Die Domplätze und das Römisch-Germanische Museum; Redaktion Werner Baecker u. a. Köln 1974.
- Die Kunst unsere Städte zu erhalten dargestellt am Beispiel Köln. Das Innenstadtkonzept. In: Hiltrud Kier (Hrsg.): Die Kunst unsere Städte zu erhalten. Forum Verlag, Stuttgart 1976, S. 249–263.
- Stadtplanung und Städtebau 1966 bis 1980. Leitgedanken zur städtebaulichen Entwicklung Kölns. In: Architekten- und Ingenieurverein Köln e. V. von 1875 (Hrsg.): Köln – seine Bauten. 1928–1988. bearbeitet und zusammengestellt Heribert Hall. Bachem-Verlag, Köln 1991.
- Köln – Stadt in der Entwicklung. Planungssysteme – Planungswirklichkeit. Stadtbaufolgen 1966 bis 1980. (Vortrag, gehalten am 24. Juni 2004) in: Architektur Forum Rheinland e. V. (Hrsg.), Wolfram Hagspiel (Redaktion): Kölner Stadtbaumeister und die Entwicklung der städtischen Baubehörden seit 1821. (= Publikationen des Kölnischen Stadtmuseums. Band 9). Köln 2007, ISBN 978-3-940042-03-3, S. 169–186.
- Herbert Dörr, das architektonische Werk: der Einfluß von OES auf sein architektonisches Schaffen. In: Klaus Richrath (Hrsg.): Assistenten und Mitarbeiter von Professor Dr.-Ing. E.h. Otto Ernst Schweizer. Erinnerungen, Episoden, Interpretationen, eigene Arbeiten. Karlsruhe 2005.
- Karl Selg, Landschaft und Bebauung: ökologisch orientierte Weiterentwicklung zu den von Otto Ernst Schweizer verfaßten „Grundlagen des architektonischen Schaffens“. In: Klaus Richrath (Hrsg.): Assistenten und Mitarbeiter von Professor Dr.-Ing. E.h. Otto Ernst Schweizer. Erinnerungen, Episoden, Interpretationen, eigene Arbeiten. Karlsruhe 2005.